# Sargasso
Sargasso is een Nederlands weblog dat onder andere bekend werd nadat het de hele ontwerp-EU-grondwet had doorgespit om de kiezer uitgebreid te informeren. In oktober 2006 sloten Sargasso en het VPRO-televisieprogramma Tegenlicht een samenwerkingsovereenkomst.
Sargasso werd in 2006 door de jury van Dutch Bloggies uitgeroepen tot beste weblog en beste collectieve weblog. Op 1 oktober 2011 fuseerde Sargasso met GeenCommentaar.

## Missie
De grondleggers van Sargasso gaan door het leven onder de namen Grobbo en Carlos. Zij startten in de herfst van 2001 het weblog met de intentie niet alleen maar een 'linkdump-weblog' te zijn, maar in plaats daarvan aandacht te willen besteden aan nieuws dat terzijde is geschoven door de traditionele media en informatieve stukken te schrijven over wetenschap, politiek of cultuur.